# Xenolaimus striatus
Xenolaimus striatus är en rundmaskart som beskrevs av Nathan Augustus Cobb 1920. Xenolaimus striatus ingår i släktet Xenolaimus och familjen Monhysteridae. Inga underarter finns listade i Catalogue of Life.